# Collecte (liturgie)
Dans la liturgie catholique, la Collecte, ou prière d'ouverture, est la première des trois oraisons de la messe, la seule qui soit reprise dans la liturgie des Heures. Elle porte ce nom parce qu’elle « collecte » et réunit les diverses demandes des fidèles dans une seule prière ; c’est le rôle du prêtre de présenter à Dieu, au nom de la communauté rassemblée, le condensé de la prière de tous.

## Origines de la Collecte
Dès les débuts du christianisme, les chrétiens apportent, avec le pain et le vin pour l'Eucharistie, leurs dons pour le partage avec ceux qui sont dans le besoin. La coutume de la collecte (1 Co 16,1), toujours actuelle, s'inspire de l'exemple du Christ qui s'est fait pauvre pour nous enrichir (2 Co 8,9) :
Ceux qui sont riches et qui veulent, donnent, chacun selon qu'il s'est lui-même imposé ; ce qui est recueilli est remis à celui qui préside et lui, il assiste les orphelins et les veuves, ceux que la maladie ou toute autre cause prive de ressources, les prisonniers, les immigrés et, en un mot, il secourt tous ceux qui sont dans le besoin.

## La Collecte dans la célébration liturgique de l'Eucharistie
Les grandes lignes du déroulement de la célébration eucharistique sont fournies par le témoignage de saint Justin le Martyr, dès le IIe siècle. Elles sont restées les mêmes jusqu'à nos jours pour toutes les grandes familles liturgiques. La liturgie de l'Eucharistie se déroule selon une structure fondamentale qui s'est conservée à travers les siècles jusqu'à nos jours, avec deux grands moments : le rassemblement, la liturgie de la Parole, avec les lectures, l'homélie et la prière universelle ; la liturgie eucharistique, avec la présentation du pain et du vin, l'action de grâce consécratoire et la communion.
Lorsque les chrétiens accourent dans un même lieu pour l'assemblée eucharistique, le mouvement de la célébration comporte la liturgie de la Parole (« les écrits des prophètes » ou Ancien Testament, « les mémoires des apôtres » c'est-à-dire leurs épîtres et les Évangiles), l'homélie, la présentation des oblats (l'offertoire).
Dans la liturgie catholique, la collecte (ou prière d'ouverture) se situe juste après le Gloria (Gloire à Dieu).
Puis viennent, toujours dans la liturgie catholique, l'anaphore, la préface, l'épiclèse, le récit de l'institution, l'anamnèse, et la communion, précédée de la prière du Seigneur (le Notre Père) et de la fraction du pain. Les fidèles reçoivent alors « le pain du ciel » et « la coupe du salut », c'est-à-dire la Corps et le Sang du Christ qui s'est livré « pour la vie du monde » (Jn 6,51).

## Forme actuelle de la prière d'ouverture
Lors de la messe catholique, c'est le prêtre qui invite le peuple à prier. La prière d'ouverture (la « collecte ») est précédée d'un instant de silence, destiné à prendre conscience de la présence de Dieu, et à mentionner intérieurement les intentions de prière. Le prêtre prononce alors la prière d’ouverture, qui exprime le caractère de la célébration. Selon l’antique tradition de l’Église, cette prière s’adresse habituellement à Dieu le Père, par le Christ, dans l'Esprit Saint, et se termine par une conclusion trinitaire, c’est-à-dire par la conclusion longue, de la manière suivante :
- si elle s’adresse au Père : « Par Jésus Christ, ton Fils, notre Seigneur, qui vit et règne avec toi dans l’unité du Saint-Esprit, Dieu, pour les siècles des siècles » ;
- si elle s’adresse au Père, mais avec mention du Fils à la fin : « Lui qui vit et règne avec toi dans l’unité du Saint-Esprit, Dieu, pour les siècles des siècles » ;
- si elle s’adresse au Fils : « Toi qui vis et règnes avec le Père dans l’unité du Saint-Esprit, Dieu, pour les siècles des siècles »[8].

Le peuple s’unit à la supplication et la fait sienne par l’acclamation « Amen ».